# アヴェロンの野生児

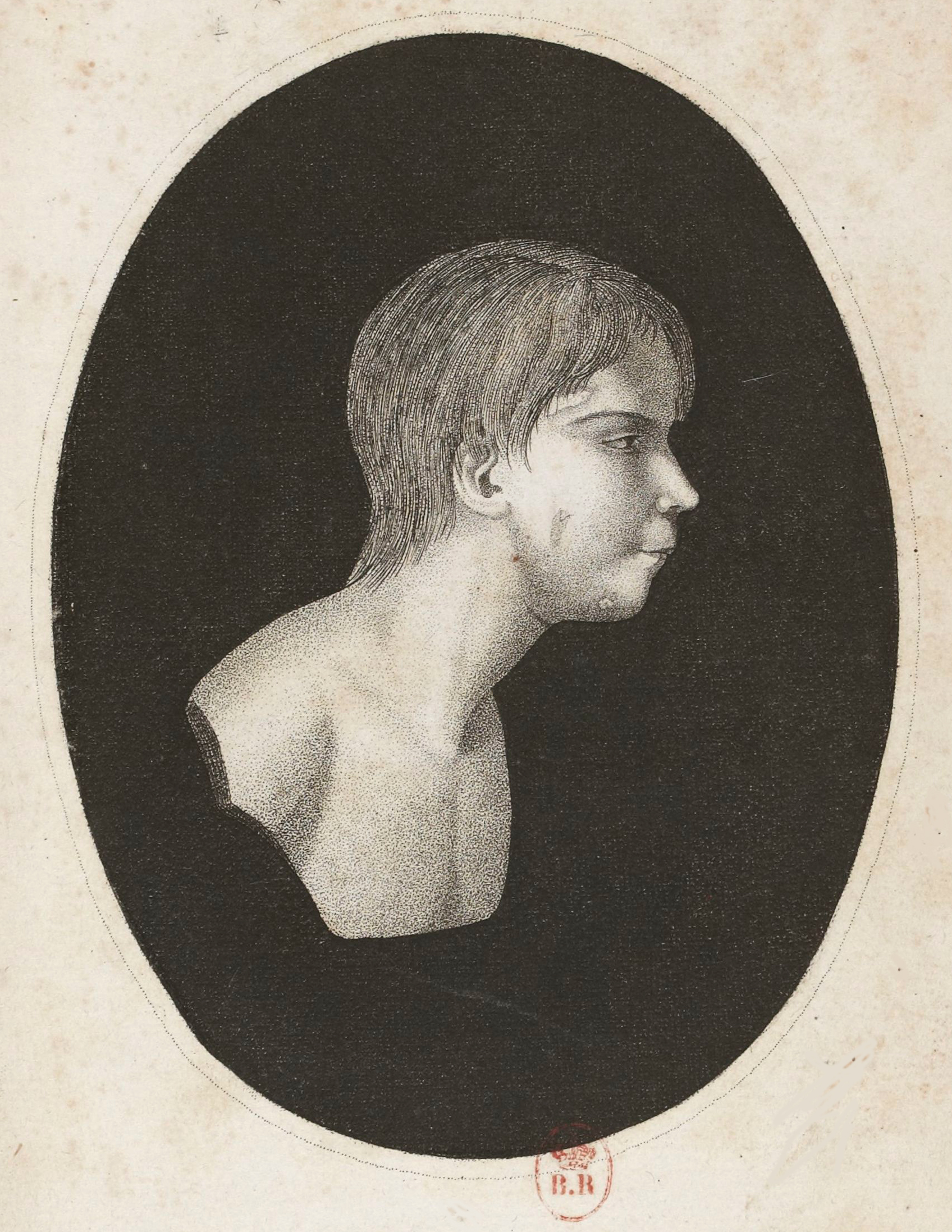
アヴェロンの野生児

アヴェロンの野生児（アヴェロンのやせいじ、1788年頃 – 1828年）とは、1797年頃に南フランスで発見され、捕獲された少年（野生児）。
発見当時は完全に人間らしさを失っており、軍医だったジャン・イタール（Jean Itard）によって正常な人間に戻すための教育が行われた。5年間にわたる教育の結果、感覚機能の回復などいくつかの改善はみられたものの、完全に回復することはできなかった。
なお、少年が捕獲されたのはアヴェロン県ではなくタルヌ県であり、アヴェロン県は彼が救出後に一時的に保護されていたロデーズのある県である。

## 記録
1797年から1799年にかけてフランスのラコーヌの森で、裸の少年が猟師によって目撃されていた。2度捕らえられたが2回とも脱走し、最終的には1800年1月8日にサン＝セルナンの民家に忍び込んでいたところを捕獲された。その後、野生児はサン＝タフリクの養育院に送られ、さらに続いてロデーズに送られてそこで数か月をすごした。捕獲当時11から12歳程度だったとされる。
少年はリュシアン・ボナパルトの命令によりパリに移送され、多くの見物客に迎えられた。このとき、数か月もすれば少年は無事に社会復帰し、野生生活を送っていた経緯を自らの口から話すようになるだろうと楽観視されていた。
少年は、医師のフィリップ・ピネルに診察を受ける。それによると、少年の感覚機能は非常に低下していた。視線は定まらず物を凝視するということがなく、物のにおいを嗅ぐ癖はあるものの嗅覚も未発達だった。クルミを割る音のような本能的な欲求に関係する音には反応するが音楽などにはまるで反応せず、触覚も視覚との連動性がみられない。また、叫び声をあげることはあるが言葉を発声することはない。知的能力も遅滞しており、思考力や記憶力が欠如していた。ピネルは知的障害児の実例と少年の状態との類似性を指摘し、少年はおそらく先天的な知的障害であり治癒される見込みが薄いと推測した。
ジャン・イタールはこのピネルの結論に納得がいかず、少年に適切な教育を施せば改善が見込めると考えた。イタールは少年を引き取り、ヴィクトール（Victor）と名づけて1801年初頭から5-6年間にわたって人間らしさを取り戻すための熱心な教育を行った。そして、イタールはその教育の成果を、人間観察家協会に宛てた「第一報告」（1801年）と内務大臣に宛てた「第二報告」（1807年）の2回に分けて報告した。
第一報告によると、ヴィクトールを預かってから3か月すると、当初はほとんど無力化していた感覚機能をある程度回復させることができた。触覚・味覚・嗅覚の3つは回復したが、視覚と聴覚にはあまり改善がみられなかった。身の回りの世話をしてくれるゲラン夫人にある程度愛着を示すようになった。
言語については、アルファベットを順序立てて並べることに成功したが、「牛乳」（レ、lait）という言葉をなんとか発声した程度で会話は不可能のままだった。これは神経言語学で言われる「言語獲得の臨界期」を過ぎてしまったためであると考えられている。身振りでのコミュニケーションは理解し、彼自身もそれを使うことで満足してしまっていたこともある。
第二報告では、多少のアルファベットを認知し、簡単な文章を理解したり書いたりできるようにはなったが、あいかわらず言語を獲得したとはいえず、知的発達も極めて緩慢といわざるをえなかった。また、さまざまな感情をみせるようにはなったが、それを見せるときにも強い利己心に支配されてしまった。思春期になっても異性に関心を見せず、興奮を覚えても自分の性的欲求の目的を理解することができずに発作をおこすだけだった。
5年の養育期間の後、イタールはヴィクトールの爆発的な発作に手を焼き、また言語を習得できないことから少年の社会化は不可能として野生児の教育を諦めた。その後、ヴィクトールは世話役のゲラン夫人に託されてひっそりと暮らすようになった。そして1828年に推定40歳で死去した。死因は明らかではない。

## 解釈
ヴィクトールは5年間におよぶ教育を受けても言語機能を獲得できず、それゆえ社会性も限られた程度までしか回復できなかった。イタール自身は、多くの子供が自然と身につける模倣能力を、幼少期を野生で過ごしたヴィクトールは獲得できなかったため、言語も習得できなかったと考えた。
しかし、前述のようにピネルはヴィクトールを診察したときに彼を治療の見込みの無い知的障害児と診断し、ほかにも複数の専門家が彼を先天的な知的障害児であり、それが教育の失敗の原因だと判断している。これに対して、ピネルの診断はそもそも適切ではない、もし知的障害児であれば野生での生存は不可能であるなどの反論がある。
さらにヴィクトールは、自閉症であったという説も唱えられている。耳元でピストルを鳴らしてもほとんど動揺しないが、クルミを割る音には敏感に反応するなどの音に対する認知の異常や、においがしないようなものまでかごうとするといった特徴が自閉症児と共通している。ただし、これについても知的障害であるとの説と同様に異論もある。

## 芸術作品への影響
アヴェロンの野生児のことはさまざまな小説や詩、劇などで引用されている。
また、フランスの映画監督のフランソワ・トリュフォーが、『野性の少年』というタイトルで、ヴィクトールとイタールの物語を白黒映画として映画化した。彼自身、親から見捨てられ、親の希望で少年鑑別所にいれられていたことがある。趣味の映画を通じて知り合ったアンドレ・バザンが、身元引受人になってくれ、彼が社会に出て行くのを援助し、映画界での仕事を世話してくれた。トリュフォーは、感謝の念から、この映画の監督と合わせて、自らイタールの役を演じている。